# Maquia
Maquia (さよならの朝に約束の花をかざろう, Sayonara no asa ni yakusoku no hana o kazarō, litt. « Décorons les fleurs promises le matin de l'adieu »), officiellement abrégé en japonais en Sayoasa (さよ朝), est un film d'animation japonais sorti le 24 février 2018, dirigé par Mari Okada et réalisé par le studio d'animation P.A. Works. Ce film marque les débuts en tant que réalisatrice pour Mari Okada. La première projection s'est déroulée au Japon le 24 février 2018 et distribué dans les salles françaises le 26 septembre 2018 par @Anime.

## Synopsis
Le peuple d'Iolph a le don de vieillir bien plus lentement que les humains, mais ce don attire des personnes mal intentionnées. Une nuit, une invasion ennemie sème le chaos et la destruction dans le village. La jeune Maquia parvient à s'enfuir du village à feu et à sang. Elle découvre un bébé orphelin et décide de le nommer Ariel et de l'adopter. Ainsi, débute son voyage pour s'occuper d'Ariel. Nous suivrons leurs relations au fil des années, entre un enfant humain et un être qui ne vieillit presque pas.

## Personnages
Maquia (マキア, Makia)
Voix japonaise : Manaka Iwami (en), voix française : Adeline Chetail
Personnage principal du film. Elle est issue de la race légendaire des Iorphs. Au début de l'œuvre, Maquia est plutôt réservée, mais les évènements auxquels elle fera face tout du long du film l'amèneront à évoluer et grandir moralement. Son apparence physique reste cependant inchangée du début à la fin, sa nature Iorph lui accordant une très grande longévité, les nombreuses ellipses ponctuant le récit n'ont aucun impact sur son corps.
Ariel (エリアル, Eriaru)
Voix japonaise : Miyu Irino, Yuki Sakurai (Ariel enfant), Taichi Iwakawa (Ariel bébé), voix française : Benjamin Bollen, Sofiane Fischer (Ariel enfant)
Personnage principal du film. Ariel est un jeune garçon dont on suit la vie à travers ses phases les plus importantes. Étant humain, c'est son évolution physique qui permet de situer temporellement les évènements ponctuant l'histoire.
Leilia (レイリア, Reiria)
Voix japonaise : Ai Kayano, voix française : Lola Grosdemange
Personnage secondaire du film. Tout comme Maquia, Leilia est une Iorph, elle suit donc un schéma similaire concernant son apparence. Enlevée au début du film par les soldats de Mezarte, elle a pour devoir d'enfanter du prince une descendance détenant une partie de ses gènes, devenant ainsi en partie Iorph (l'enjeu étant de mettre au monde des héritiers d'une grande longévité). Elle incarne le parallèle tragique de Maquia, elle aussi devenue mère, elle ne peut pas voir sa propre fille, Medmel et vit enfermée dans une prison dorée.
Krim (クリム, Kurimu)
Voix japonaise : Yūki Kaji, voix française : Rémi Caillebot
Personnage secondaire du film. Krim est un Iorph, il est très proche de Maquia et de Leilia. Tout du long du film, il sera des trois le plus atteint par l'attaque de Mezarte et tentera vainement de retrouver et réunir Maquia et Leilia pour reconstruire un passé révolu. Profondément tourmenté, il conserve au fond de lui des sentiments de rancœur envers les ravisseurs de Leilia d'où son obstination.
Racine (ラシーヌ, Rashīnu)
Voix japonaise : Miyuki Sawashiro, voix française : Célia Torrens
Lang (ラング, Rangu)
Voix japonaise : Yoshimasa Hosoya (en), Xu Bing (Lang enfant)
Mido (ミド, Mido)
Voix japonaise : Rina Satō, voix française : Caty Baccega
Dita (ディタ, Dita)
Voix japonaise : Yōko Hikasa, Yuki Kurimoto (Dita enfant), voix française : Audrey Di Nardo
Medmel (メドメル, Medomeru)
Voix japonaise : Misaki Kuno
Izor (イゾル, Izoru)
Voix japonaise : Tomokazu Sugita, voix française : Thierry Reichmut
Deol (デオル, Deoru)
Voix japonaise : Shunsuke Sakuya (en), Junnosuke Shishido (Deol enfant)
Barrow (バロウ, Barō)
Voix japonaise : Hiroaki Hirata, voix française : Laurent Bonnet

## Accueil

### Box-office
Le film a rapporté 160 988 $ en Amérique du Nord en novembre 2018. Il a également rapporté 4,3 millions de dollars dans le monde, dont 1,2 million au Japon et 2,5 millions en Chine, en mars 2019.